# 张善堂
张善堂（1911年—1993年），原名张居本，曾用名李子九，张志伊。山东省荣成市崖西镇山河村人。
1938年1月参加革命，1939年1月加入中国共产党。历任山东人民抗日救国军第三军文荣威办事处乡队长，荣成抗战文化供应社社长，中共荣成县委宣传委员兼统战委员，荣成县抗日民主政府教育科长, 民政科长，山东省战时邮务总局秘书科长， 胶东战时邮务管理局副局长，辽宁省邮政管理局局长兼辽东邮政管理总局代局长，辽宁省邮电管理局局长，东北行政委员会交通部秘书处处长，东北邮电高级职业学校副校长，东北邮电学校副校长，长春电信学校副校长，长春邮电学校校长，长春邮电学院副院长，顾问等职。1983年12月离休，1993年5月17日因病逝世，享年82岁。